# Pfarrkirche Hadres

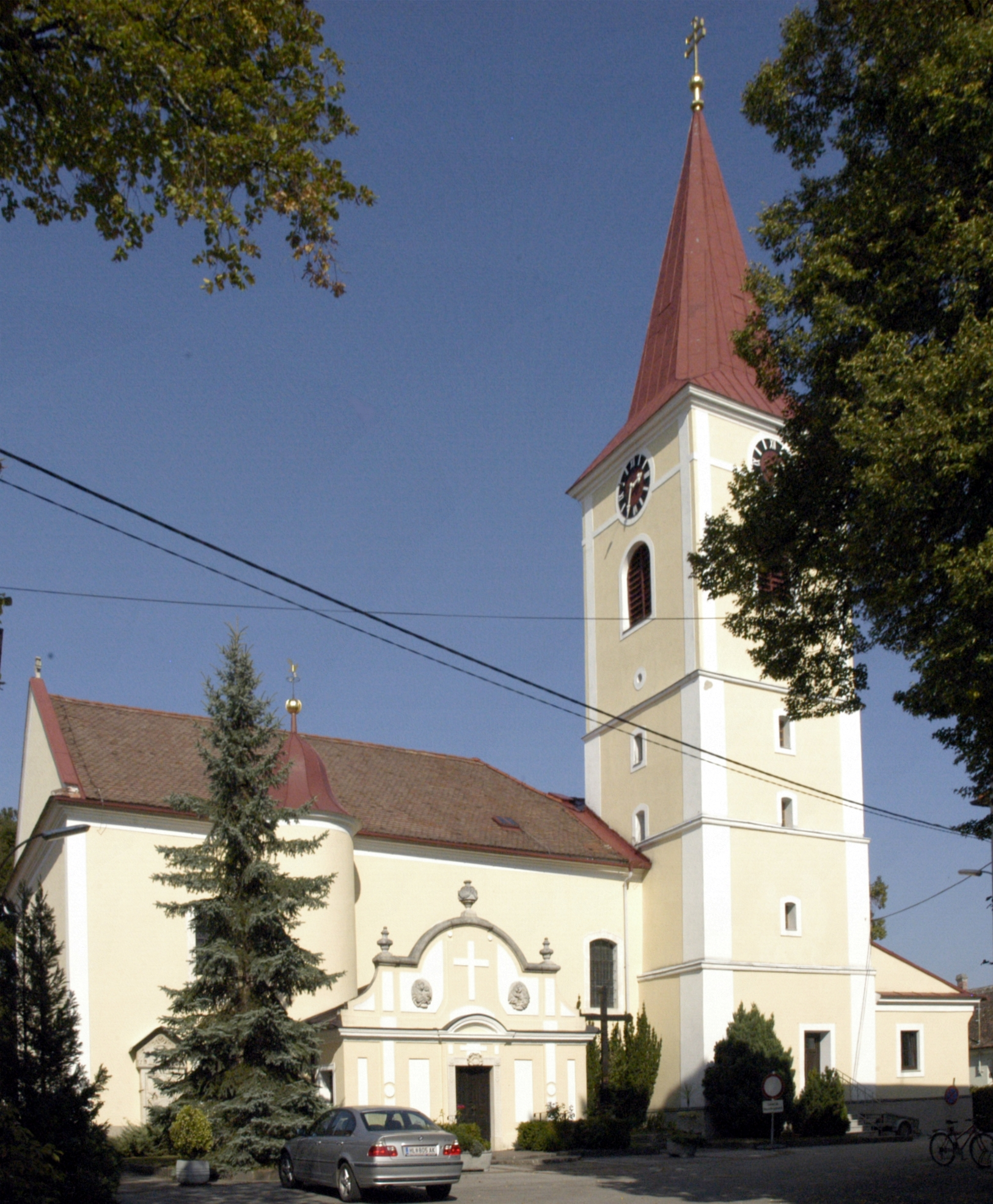
Katholische Pfarrkirche hl. Michael in Hadres

Die Pfarrkirche Hadres steht am Hauptplatz im Osten der Marktgemeinde Hadres im Bezirk Hollabrunn in Niederösterreich. Die dem Patrozinium hl. Michael unterstellte römisch-katholische Pfarrkirche gehört zum Dekanat Retz-Pulkautal im Vikariat Unter dem Manhartsberg der Erzdiözese Wien. Die ehemalige Wehrkirche steht unter Denkmalschutz (Listeneintrag).

## Geschichte
Die Pfarre entstand in der Mitte des 11. Jahrhunderts eigenständig und ging 1366 an das Kloster Pulgarn in Oberösterreich. Von 1374 bis 1785 gehörte die Pfarre zum Hochstift Passau, danach war sie landesfürstlich.
Die im Kern gotische Kirche wurde in der ersten Hälfte des 18. Jahrhunderts barockisiert.

## Architektur
Der einschiffige Kirchenbau hat einen eingezogenen Chor mit einem Fünfachtelschluss mit einem massiven wehrhaften Turm im südlichen Chorwinkel, nördlich an der Langhauslängswand steht eine sechsseitige Kapelle.

## Ausstattung
Der Hochaltar trägt eine Figur hl. Michael vom Bildhauer Ernst Grandegger 1969.
Die Orgel mit 10 Registern und einem neobarocken Gehäuse bauten die Gebrüder Rieger 1891. Eine Glocke nennt Johann Begl 1728.